# Portici
Portici ist eine Stadt mit 51.901 Einwohnern (Stand 31. Dezember 2023) im süditalienischen Kampanien, Metropolitanstadt Neapel. Sie liegt 12 Kilometer entfernt von Neapel am Fuße des Vesuvs an der gleichnamigen Bucht. Portici ist die am dichtesten besiedelte Gemeinde von ganz Italien.
Im Jahr 1738 ließ der bourbonische König Karl VII. einen Palast (Reggia di Portici oder Palazzo Reale) errichten. In diesem wurden in den folgenden Jahrzehnten unter anderem diverse repräsentative Ausgrabungsfunde aus Herculaneum und Pompeji gesammelt, bis sie ins Museo Archeologico Nazionale nach Neapel gebracht wurden. Heute befindet sich im Schloss das Botanische Institut der Universität Neapel. Der Schlosspark ist ein botanischer Garten (Orto Botanico della Reggia). 1839 wurde zwischen Neapel und Portici die erste Eisenbahnstrecke Italiens eröffnet. Die Stadt ist ein Zentrum der Seidenindustrie in Italien.
Der Name der Stadt ist auch durch Daniel-François-Esprit Aubers Oper La muette de Portici (Die Stumme von Portici) bekannt.

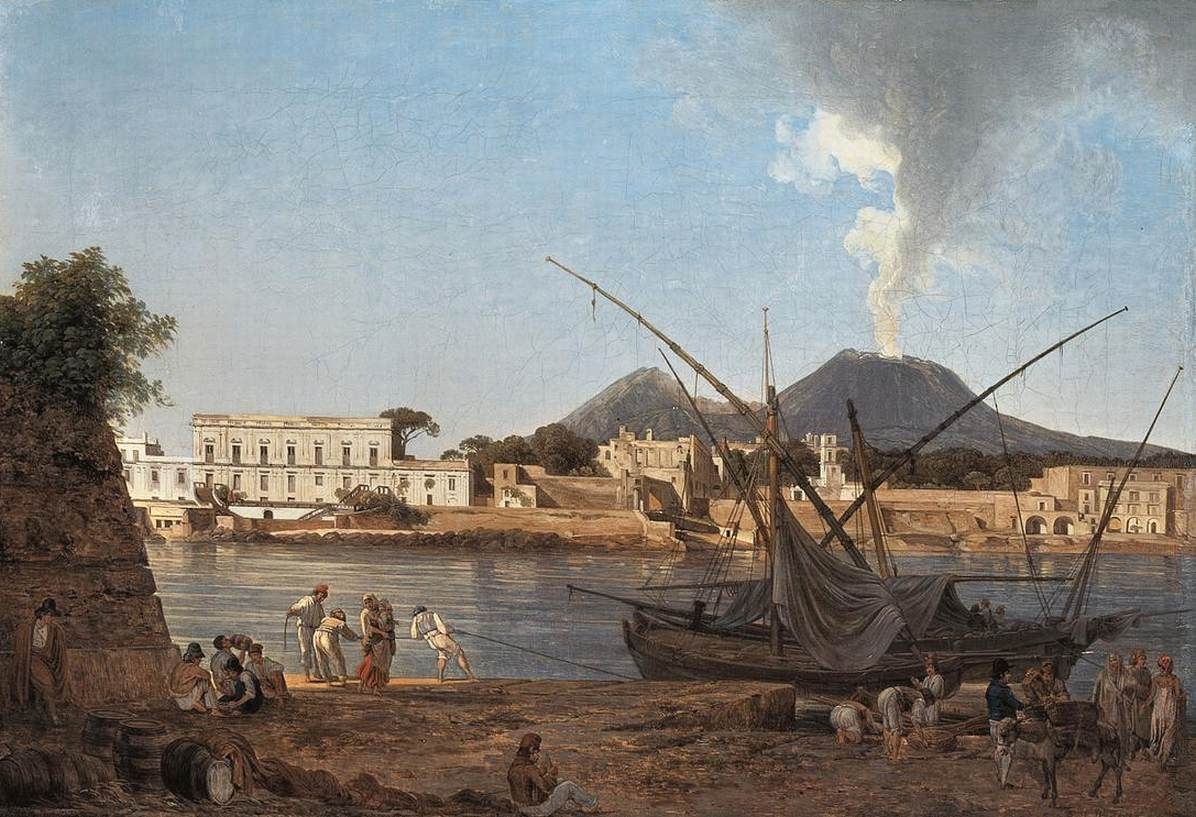
Die Mole von Portici, 1818 von Josef Rebell
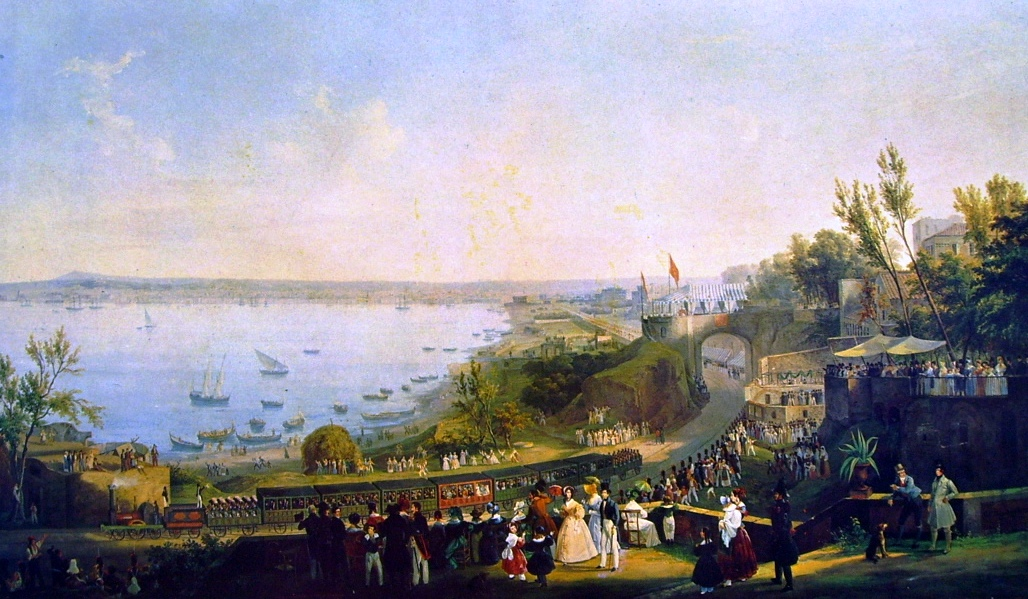
Einfahrt der ersten Eisenbahn
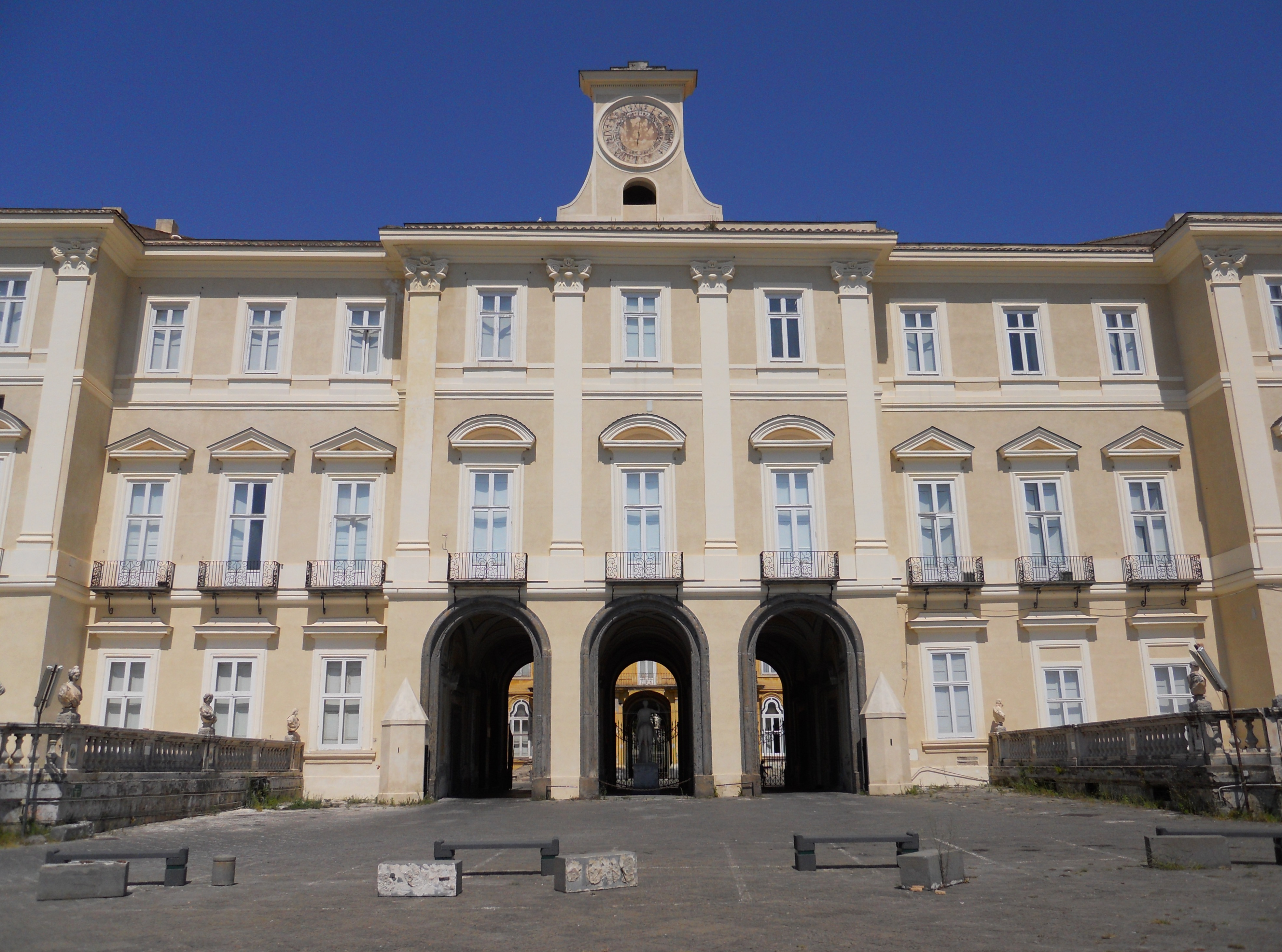
Königspalast Portici
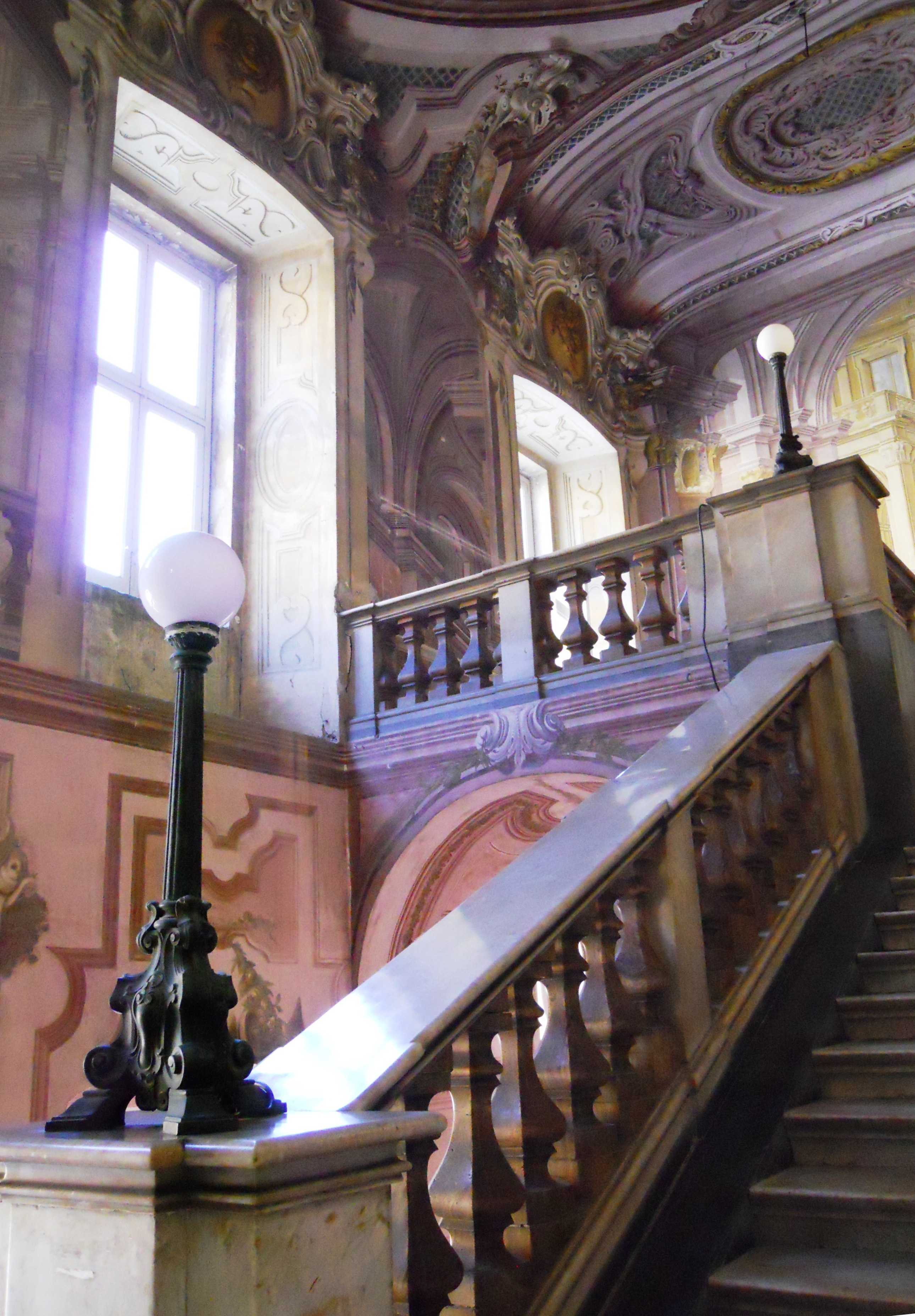
Treppe im Palast
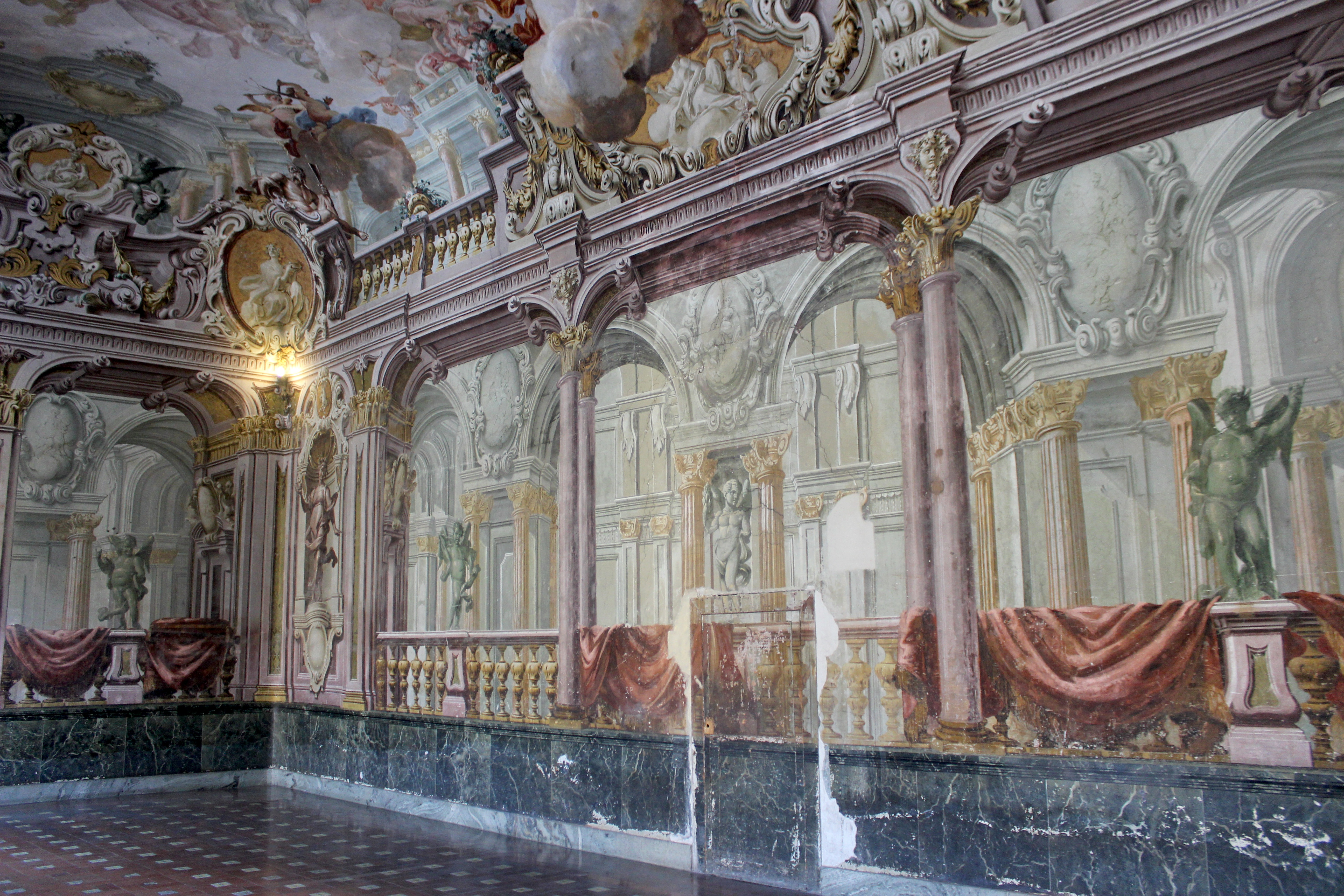
Im Palast
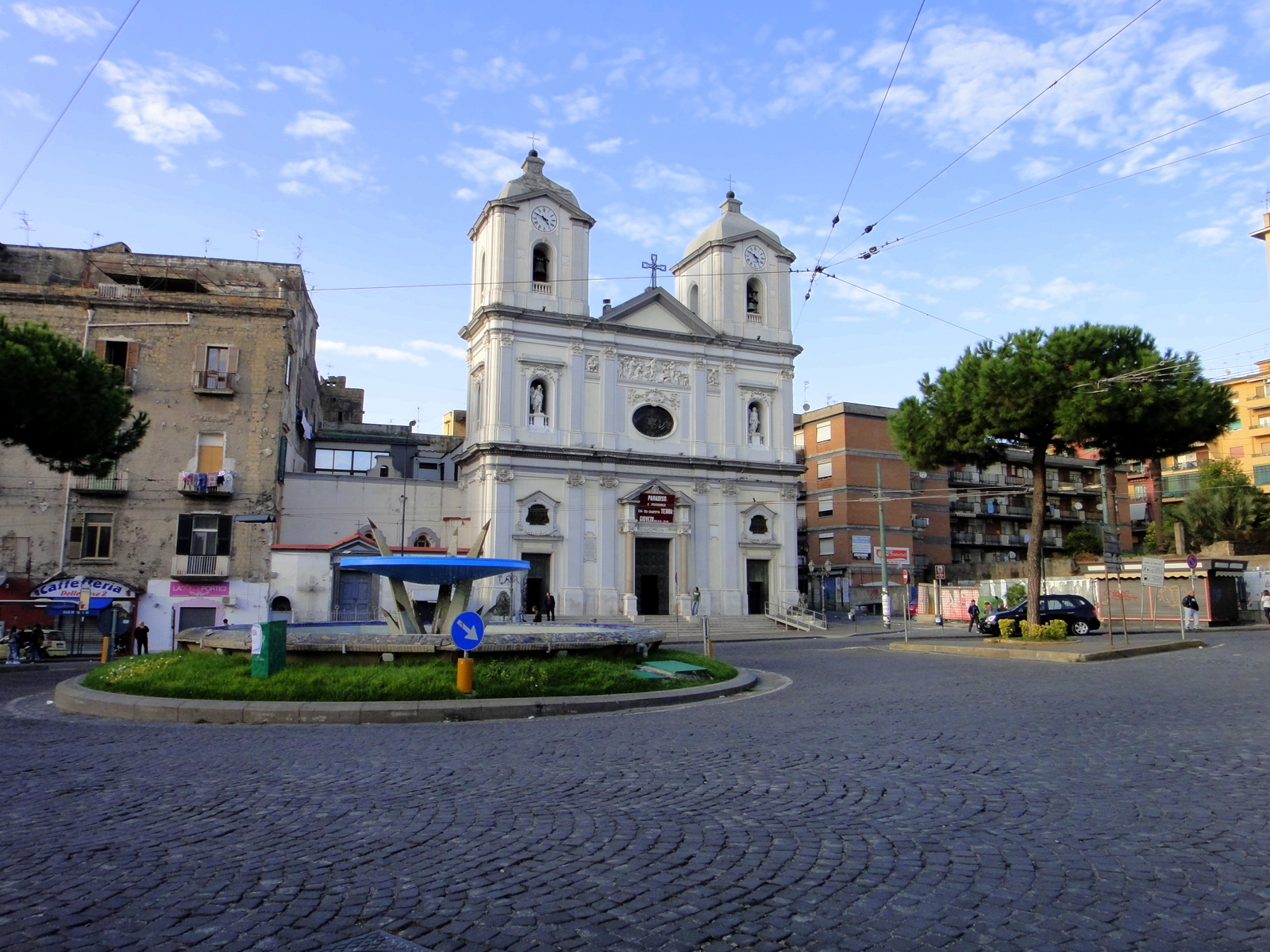
Blick zur Basilika

## Söhne und Töchter der Stadt
- Maria Ludovica von Spanien (1745–1792), Großherzogin der Toskana und Kaiserin des Heiligen Römischen Reichs
- Constantino Dennerlein (1932–2022), Schwimmer und Schwimmtrainer
- Fritz Dennerlein (1936–1992), Schwimmer und Wasserballspieler
- Marco Beasley (* 1957), Tenor und Musikhistoriker
- Enzo Decaro (* 1958), Schauspieler und Filmregisseur